# 1954-es magyar gyeplabdabajnokság
Az 1954-es magyar gyeplabdabajnokság a huszonötödik gyeplabdabajnokság volt. A bajnokságban négy csapat indult el, a csapatok két kört játszottak.

## Tabella
| #  | Csapat      | M | Gy | D | V | G+ | G- | P |
| -- | ----------- | - | -- | - | - | -- | -- | - |
| 1. | Bp. Szikra  | 6 | 3  | 3 | 0 | 8  | 3  | 9 |
| 2. | Bp. Építők  | 6 | 3  | 2 | 1 | 5  | 2  | 8 |
| 3. | Bp. Postás  | 6 | 2  | 1 | 3 | 2  | 5  | 5 |
| 4. | Bp. Kinizsi | 6 | 1  | 0 | 5 | 2  | 7  | 2 |

* M: Mérkőzés Gy: Győzelem D: Döntetlen V: Vereség G+: Ütött gól G-: Kapott gól P: Pont